# Chelmsford City
Der Chelmsford City Football Club ist ein englischer Fußballverein aus dem zirka 45 Kilometer nordöstlich von London gelegenen Chelmsford. Der 1938 gegründete Klub spielt im Rahmen des National League Systems derzeit in der National League South im Non-League football.

## Geschichte
Die Geschichte von Chelmsford City setzt auf den 1878 gegründeten Chelmsford Football Club auf. Dieser Amateurklub spielte zu Beginn in verschiedenen Ligawettbewerben. Dabei gehörte die Mannschaft 1912 zu den Gründungsmitgliedern der Athenian League, nach weiteren Meisterschaftwechseln landete sie 1924 in der London League. Dort gewann sie 1931 die Meisterschaft. 1934 gehörte der Klub zu den Gründungsmitgliedern der Eastern Counties Football League sowie 1937 der Essex County League. Diese wurde nach nur einer Spielzeit aufgelöst, innerhalb des Klubs kam es anschließend zu Diskussionen zur Professionalisierung.
1938 gründete sich Chelmsford City als Profiverein, der Amateurklub löste sich parallel auf. Der neue Verein wurde im selben Jahr in die Southern Football League aufgenommen und war für den FA Cup startberechtigt, wo die Mannschaft im Wettbewerb 1938/39 bei ihrer ersten Teilnahme in die vierte Runde vorstieß. Daraufhin bewarb sich der Verein um die Aufnahme in die Football League, bekam aber nicht ausreichend Stimmen. Nach dem Zweiten Weltkrieg wurde der Klub in der Spielzeit 1945/46 erster Nachkriegsmeister der Southern Football League. 1960, 1968 und 1972 folgten weitere Titelgewinne in der Spielklasse, parallel versuchte der Klub mehrfach erfolglos erneut die Aufnahme in die Football League. Bei der Erstaustragung der FA Trophy erreichte die Mannschaft 1970 das Semifinale. 1977 stieg der Klub aus der Premier Division der Southern Football League ab, in die er zwei Jahre später zurückkehrte. Anschließend gehörte er der Spielklasse bis auf die Spielzeiten 1988/89 und 1996 bis 2001 weiterhin an, als er wieder in der unterklassigen Division One antrat.
2004 wechselte Chelmsford City in die Isthmian League. Dort wurde der Verein 2008 Meister der Premier Division und stieg in die Conference South auf. Dort erreichte die Mannschaft mehrfach die Aufstiegs-Play-Offs zur National League, konnte sich dort aber jeweils nicht durchsetzen.